# Fusceulima goodingi
Fusceulima goodingi är en snäckart som beskrevs av Warén 1981. Fusceulima goodingi ingår i släktet Fusceulima och familjen Eulimidae. Inga underarter finns listade i Catalogue of Life.